# 아퀴타니아 가도

붉은색으로 표시된 아퀴타니아 가도

아퀴타니아 가도(Via Aquitania)는 로마의 갈리아 속주에서 기원전 118년에 만들어진 로마 도로이다. 이 길은 나르본에서 시작되어 도미티아 가도와 연결되었다. 그런 다음 툴루즈와 보르도를 거쳐 대서양을 향해 약 400km를 커버했다.

## 건설
그나이우스 도미티우스 아헤노바르부스는 퀸투스 파비우스 막시무스 알로브로기쿠스와 함께 기원전 121년에 갈리아의 알로브로게스와 아르베르니 부족을 성공적으로 격파했다. 이것은 남부 갈리아에서 로마에 대한 거의 모든 반대를 제거했다. 해안의 일부는 여전히 지역 부족에 의해 통제되었지만 무역에는 지장이 없었다. 로마는 갈리아인들로부터 툴루즈까지 조공을 받았다. 그나이우스 도미티우스 아헤노바르부스는 나중에 갈리아 총독으로 재직했다. 기원전 118년에 그는 나르보 마르티우스(현대의 나르본) 마을을 세우고 스페인 여행을 더 쉽게 하기 위해 도미티아 거리를 건설했다. 아퀴타니아 가도는 갈리아 남서부를 지나 아퀴타니아 지방으로 들어가는 도미티아 가도의 분파이다. 아퀴타니아 가도를 누가 건설했는지는 알려져 있지 않다. 도미티우스 아헤노바르부스가 새로 정복한 부족들로부터 조공을 쉽게 받기 위해 건설한 것으로 보인다.

## 노선
아퀴타니아 가도는 아퀴타니아 지방의 주요 로마 도로였다. 아퀴타니아 지방은 갈리아 남서부에 위치하고 있다. 남쪽과 동쪽은 피레네산맥, 서쪽은 대서양, 북쪽은 루아르강과 접한다. 아퀴타니아 가도는 나르본에서 시작되어 도미티아 가도와 연결된다. 나르본은 갈리아 최초의 로마 식민지였다. 그 목적은 농업 식민지였다. 나르본은 나중에 아우구스투스 시대에 중요한 무역 중심지가 되었다. 팍스 로마나 기간 동안 여행이 더 안전해졌다. 이는 무역 증가로 이어졌다.
나르본 외에 두 개의 다른 중요한 도시인 툴루즈와 보르도가 아퀴타니아 가도를 따라 위치해 있었다. 아퀴타니아 가도는 대서양 해로를 툴루즈와 나르본으로 연결하는 주요 무역로였다. 툴루즈에서 아퀴타니아 가도는 갈리아 도로의 주요 교차로인 리옹으로 북쪽으로 이어지는 도로와 교차했다. 툴루즈는 나중에 서고트의 수도가 되었다. 아퀴타니아 가도는 오늘날의 보르도인 부르디갈라에서 끝났다. 보르도는 대서양과 인접해 있어 중요한 국제 무역 도시였다. 갈리아가 아키타니아, 벨기카, 루그두넨시스의 세 속주로 분할된 후, 보르도는 아키타니아의 수도가 되었다. 아퀴타니아 가도는 갈리아 남부의 이 중요한 도시들을 연결했다.